# Namhkai
Namkhai o Namhkai (en birmà Nanke) és un petit estat subsidiari de l'estat de Yawnghwe, a la regió del Myelat de l'estat Shan de Myanmar. Està a l'oest del llac Inle. Té una superfície de 121 km². La població el 1901 era de 6.780 habitants en 76 pobles. La capital era Pawin amb 259 habitants el 1901. La població és taungthu, com ho era la dinastia local (títol ngwegunhmu). Els ingressos el 1900 eren unes 5.000 rupies però en pagava tres mil de tribut al govern britànic.